# Basileios Veliký
Svatý Basileios z Kaisareie, krátce Basil (řecky Βασιλεῖος), zvaný též Veliký nebo Filosof (kolem 330 Kaisareia – září 377 tamtéž) patří mezi nejvýznamnější řecké raně křesťanské teology 4. století, kteří jsou označováni jako kapadočtí otcové (vedle Basileia mezi ně patří též sv. Řehoř z Nazianzu a Basileiův bratr, sv. Řehoř z Nyssy). Kappadočtí otcové, kteří jsou řazeni mezi mladší církevní otce, významně prospěli k všeobecnému prosazení nikájského dogmatu o božské Trojici ve východní církvi (proti arianismu) a díky svému klasickému vzdělání je zpřístupnili přijatelnější literární a rétorickou formou. Východní i západní církev jej uctívá jako svatého.

## Život
Basileios se narodil v zámožné křesťanské rodině v kappadocké Kaisareji (dnes Kayseri v Turecku), jeho dědeček byl křesťanský mučedník, jeho babička Makrína je uctívána jako světice. Čtyři z jeho devíti sourozenců se věnovali duchovní dráze: řeholnice Makrina a Petr, Naucratius a Řehoř z Nyssy, kteří se stali biskupy. Vzdělání získal na athénské Akademii, kde byl jeho spolužákem pozdější císař Julián, který lpěl na pohanském náboženství, kvůli čemuž od křesťanů dostal přízvisko Apostata (=odpadlík). V Akademii se spřátelil s Řehořem z Nazianzu, později se k nim připojil ještě Basileiův mladší bratr Řehoř. Mezi jejich učitele patřil například slavný rétor Libanios, který nebyl křesťan a vzýval helénistické ideály, takže se později přiklonil na stranu císaře Juliána Apostaty.
Po návratu do Kappadokie někdy kolem roku 355 Basileios působil jako právník a vyučoval rétoriku. Brzy se však rozhodl pro asketický život mnicha. Navštívil proto poustevníky a mnišské komunity v Sýrii, Palestině, Mezopotámii a Egyptě, aby se seznámil s jejich životem. Po návratu kolem roku 358 založil na rodinných statcích v Arnesi v Pontu klášter, kde žil i jeho bratr Petr ze Sebaste; nedaleko vznikl také klášter ženský, kde žila jeho ovdovělá matka a sestra. Pro obyvatele těchto klášterů sepsal ve dvou verzích řeholi, dnes nazývanou podle něj Basileiovou či basiliánskou (obšírnější a stručnější pravidla mnišského života), která se stala základem východního řeckého mnišství. Žádné jiné řehole na východě (v byzantské říši) již nevznikly, došlo pouze k doplnění basiliánské řehole, která je platná dodnes. Basileios propagoval umírněnou askezi, život v klášteře kladl nad poustevnictví. Odůvodňoval to tím, že v klášteře lze projevit nejen lásku k Bohu, ale také k bližnímu (služba lásky - někteří asketi pokládali léčení za praxi neslučitelnou s vírou v Boha, ale Basileios ji prosazoval a zdůvodňoval). Neodděloval příkře mnišskou askezi od požadavků, které měl dodržovat každý křesťan. Do kláštera byly přijímány také děti na výchovu a vzdělávání. Když dospěly, mohly se samy rozhodnout, zda odejdou či setrvají.

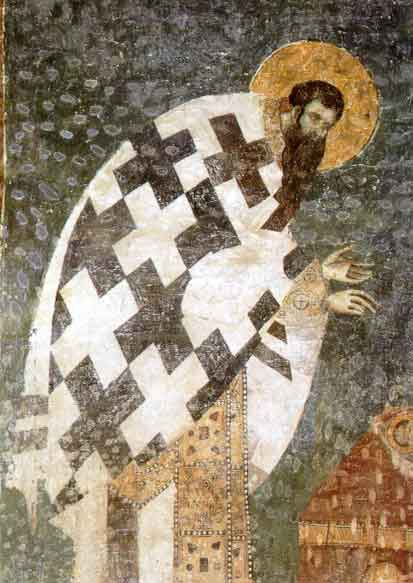
Sv. Basil
(Freska, Kosovo, 14. stol.)

## Zápas s ariánstvím
Roku 360 se Basileios zúčastnil synody v Konstantinopoli a seznámil se tu s učením ariánů, kteří popírali, že Bůh Syn je svou podstatou rovnocenný (řecky homoúsios) s Bohem Otcem. Basileios se však stal neochvějným zastáncem nikájského dogmatu.
Roku 364 se usadil v Kaisareji, byl vysvěcen na kněze a stal se blízkým spolupracovníkem zdejšího biskupa Eusebia. Mnoho let se věnoval církevní správě a boji proti ariánství. Roku 365 navštívil Kaisareiu císař Valens, který byl ariánem. Kněz a císař spolu vedli diskuse a přeli se o christiologickou otázku. Basileios kritizoval císařovo ariánství a musel kvůli tomu snášet pronásledování. Časem si však vydobyl Valentův respekt a byl jím dokonce obdarován statky v okolí Kaisareie, na nichž založil rozsáhlé dobročinné zařízení, tzv. Basilias, chudobinec, útulek a nemocnici, kde zbožní křesťané, zvláště ženy, osobně pečovaly o chudé a nemocné.
Po Eusebiově smrti byl Basileios roku 370 zvolen biskupem v Kaisareji. Jako zdejší metropolita se stal nadřízeným 50 biskupů. Vedl korespondenci s alexandrijským biskupem Athanasiem, a papežem Damasem I., jejímž cílem bylo odstranit rozštěpení církve christologickým dogmatickým sporem.
Basil patřil mezi nejvýznamnější teology 4. století, který tvrdě zápolil s arianismem. Jeho boj nebyl jen teologický, ale také politicko-náboženský. Jako metropolita neváhal rozdělit svou rozlehlou diecézi na menší části, kde nechal jmenovat biskupy, kteří pak stáli na jeho straně při obhajování ortodoxie.
Jedním z příkladů Basilovy pozice je dopis Pánu Terenziovi , významnému členu císařského dvora, jenž byl částečně zatažen do Antiochijského schismatu (Melétios, Paulinos a ariáni). Právě jemu napsal pravděpodobně roku 375 Basil dopis (Dopis 214, Ad Terentium Comitem), kde se snaží obhájit pravou víru, jak ji definoval koncil v Niceji roku 325. Vyznavači ortodoxie byli totiž obžalováváni svými protivníky z hereze monarchianismu.

## Konec života a význam
Tradičně se Basilova smrt datuje na 1. leden 379, avšak Pierre Maraval prokázal, že Basil zemřel již v září roku 377. Každopádně roku 378 zemřel císař Valens, s nímž Basil vedl dlouhodobé spory ohledně císařova tlaku na nicejské křesťany ze strany ariánů.
Basileios byl vynikající spisovatel, kazatel a teolog. Vyznal se v astronomii, matematice, lékařství i historii, což znamená, že zvládl téměř všechny tehdejší obory vědy. Pro jeho literární činnost je typická jasná argumentace a precizní líčení. Byl také horlivý kazatel a řečník, čímž si získával přízeň jak prostých tak i vzdělaných lidí. Ve východních církvích patří mezi nejvíce uctívané světce, v katolické církvi je jedním z církevních učitelů a otců. Jedna z forem byzantské liturgie nese jeho jméno jako Liturgie sv. Basila.

## Spisy

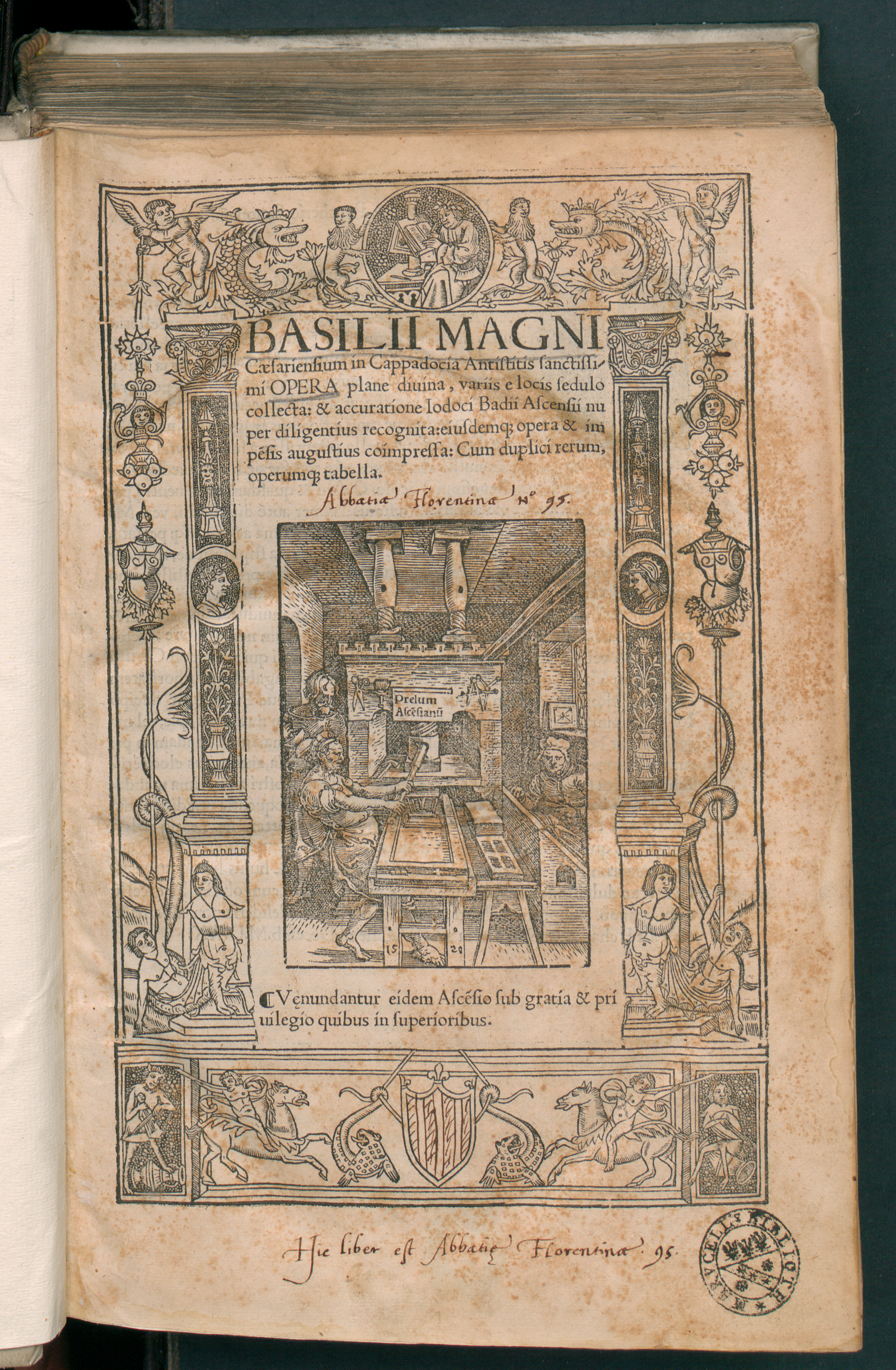
Basilii Magni Opera, 1540

- Pět knih proti Eunomiovi (kolem 364)
- Apologie (Vyznání víry)
- O Duchu svatém (kolem 375)
- Asketika
  - Moralia
  - Regulae fusius tractatae (Velká řehole)
  - Regulae brevius tractatae (Malá řehole)
- Ad adolescentes (Mladým o užitečnosti pohanských spisů)
- O stvoření světa v šesti dnech
- Homilie na Žalmy
- přes 300 zachovaných listů

Spis "Proti manichejcům" se nezachoval, další spisy, které se mu někdy připisují, pocházejí patrně od jiných autorů.